# Poľný Kesov
Poľný Kesov és un poble i municipi d'Eslovàquia que es troba a la regió de Nitra, al sud-oest del país.

## Història
La primera menció escrita de la vila es remunta al 1338.

## Demografia
| Godina             | 1994 | 2004   | 2014   | 2024   |
| ------------------ | ---- | ------ | ------ | ------ |
| Nombre de persones | 590  | 610    | 644    | 632    |
| Diferència         |      | +3,38% | +5,57% | −1,86% |

| Godina             | 2023 | 2024   |
| ------------------ | ---- | ------ |
| Nombre de persones | 633  | 632    |
| Diferència         |      | −0,15% |